# 노천명
노천명(盧天命, 1911년 9월 1일~1957년 6월 16일)은 대한민국의 시인, 작가, 언론인이다.
본관은 장연(長淵)이며, 황해도 장연군 출생이다. 사슴을 '목이 길어서 슬픈 짐승'에 비유한 시로 유명하며, 친일파로 평가된다.
아명은 노기선(盧基善)이나, 어릴 때 병으로 사경을 넘긴 뒤 개명하였다. 대학 졸업 후 조선중앙일보, 조선일보, 서울신문, 부녀신문 등에서 기자로 활동하면서 시인으로도 활동하였다. 해방 직후에는 모교인 이화여자대학교에서 전임교수와 서라벌예술대학에 강사로 출강했다. 1950년 6.25 전쟁 중 조선인민군에 부역하여 체포되었다가 동료 문인들의 석방 건의로 특별사면되었다. 1951년부터 공보실 중앙방송국 방송담당 직원으로도 근무했다.

## 생애

### 생애 초반
노천명은 1911년 9월 1일 황해도 장연군 순택면 비석포리(黃海道 長淵郡 蓴澤面 碑石浦里) 281번지에서 노계일과 김홍기의 둘째 딸로 태어났다. 아버지 노계일은 비석리의 소규모 지주이자 무역업에 종사하였으며, 천주교 장연본당 오빠 노기철과 언니 노기용, 그리고 이복 남동생 노기숙이 있었다. 본명은 노기선인데 어릴 때 병으로 사경을 헤맨 뒤 천명으로 개명하게 되었다. 유년 시절 병으로 앓아 누웠을 때 그의 아버지는 노루 사냥을 직접 하여, 노루의 피를 먹이기도 했다. 6세 때 홍역을 앓았는데 20일이 지나도록 고열과 혼수 상태가 계속되었다. 그러나 어머니 김홍기의 지극한 간호 끝에 죽음 직전에서 살아났고, 이를 하늘이 주신 명이라 생각하여, 아명 기선(基善) 대신 천명으로 호적에 이름을 올렸다.
그의 집안은 천주교 신자였지만 노천명이 정식으로 천주교인으로 세례를 받은 것은 6.25 전쟁 직후인 1951년 부산 중앙성당에서였다. 어려서 그의 어머니는 그에게 옥루몽을 읽어주기도 하였다.
1918년 아버지 노계일이 사망하자 어머니 김홍기는 가산을 정리하여 경성부로 상경, 외가 근처인 경성 체부동 이모의 집에서 생활하였다. 이후 노천명은 다시 창신동으로 옮겼으며 1921년 진명보통학교에 재입학했다. 보통학교 3학년 재학 중인 1923년 언니 노기용이 변호사 최두환과 결혼했는데, 언니와 형부가 학자금을 대었다. 1926년 4월 진명보통학교 5학년 재학 중, 검정고시에 합격하여 1년 앞당겨 졸업하고 진명여자고등보통학교로 진학했다. 진명여고 재학 중 그는 체육에 능해 달리기 선수를 하기도 했다. 진명여고 재학 중 그는 어휘력이 뛰어나 국어사전이라는 별명을 얻기도 했다. 1930년 3월에 진명여자고등보통학교를 나와 이화여자전문학교 영문과에 진학하여 1934년 봄에 졸업하였다.

### 기자 활동
1930년 어머니 김홍기의 사망 후, 3년상을 마친 뒤 언니 노기용은 형부 최두환의 부임지인 전라북도 전주로 내려갔다. 이후 그는 이화여전 기숙사에서 생활했고, 졸업 후에도 홀로 생활하게 되었다. 1932년 이화여전 재학 중 이화여전 교수이며 시인인 김상용의 추천으로 시 '밤의 찬미', '포구의 밤' 등이 신동아 지에 발표되면서 명성을 얻었다.
1934년 조선중앙일보에 입사 학예부 기자로 4년간 근무하다가 1938년에 퇴사했다. 1935년 잡지 시원 창간호에 시 '내 청춘의 배는' 등을 발표하였다. 1938년 조선일보사의 학예부 기자가 되고, 인사동 태화여자관 안에 있던 극예술연구회에 가입하였다. 그 뒤 4년동안 조선일보 기자로 있으면서 조선일보가 발행하는 여성(女性) 지의 편집인이 되어 여성지 편집을 맡아 보았다.
조선일보사 재직 당시 조선일보 학예부장이자 시인인 김기림(金起林)은 한때 그에게 마음을 빼았겼다. 눈오는 겨울 밤 김기림은 노천명의 집을 찾아가 밤 늦도록 노천명이 나오기를 기다렸으나 나오지 않아 되돌아갔다. 후일 최정희는 구두 발자국은 댓돌 앞까지 왔다가 되돌아나갔다며 김기림씨 하면 시보다 눈 위의 발자국을 남긴 것이 먼저 떠오른다고 하였다. 김기림은 그에게 구애하였으나, 그는 김기림의 구애를 칼같이 거절했다.
《조선중앙일보》 학예부 기자로 있던 그는 조선일보로 옮기면서 1941년까지 조선일보사에서 내는 잡지인 《여성》지에서 편집을 보았다. 1943년에는 매일신보사에 입사하여 문화부 기자가 되고, 매일신보가 서울신문으로 이름을 바꾼 뒤에도 서울신문의 문화부 기자로 활동했다. 그는 1946년까지 서울신문 문화부 기자로 있었다.

### 문학, 방송 활동
1932년〈밤의 찬미〉를 발표하며 등단한 이후 《조선중앙일보》, 《조선일보》, 《매일신보》에서 기자로 근무하면서 창작 활동을 했으며, "모가지가 길어서 슬픈 짐승이여"로 시작되는 시 〈사슴〉이 유명하다. 독신으로 살았던 그의 시에는 주로 개인적인 고독과 슬픔의 정서가 부드럽게 표현되고 있으며, 전통 문화와 농촌의 정서가 어우러진 소박한 서정성, 현실에 초연한 비정치성이 특징이다. 1938년 1월 1일 처녀시집 《산호림》을 발표하였다.
그러나 태평양 전쟁 중에 쓴 작품 중에는 〈군신송〉등 전쟁을 찬양하고, 전사자들을 칭송하는 선동적이고 정치적인 시들이 다수 포함되어 있다. 특히 <님의 부르심을 받들고>라는 시는 '남아면 군복에 총을 메고 나라 위해 전장에 나감이 소원이러니 이 영광의 날 나도 사나이였다면 귀한 부르심을 입었을 것을'이라며 젊은이들을 선동하고 일제의 인적 수탈(강제 징병)을 찬양하는 내용이 포함되어 있다.
1935년 1월 극예술연구회가 안톤 체호프의 벗꽃동산을 앵화원으로 번역, 3회에 걸쳐 연극방송극으로 선보였을 때 노천명은 모윤숙, 이정숙, 이헌구 등과 함께 출연하였다.
1945년 2월 25일 시집 제2집 《창변》을 발표하였다.

### 광복 직후
광복 후 그는 중앙방송국에서 매주 토요일에 방송하는 주간여성뉴스에 출연하였다. 동시에 일상생활 지식, 계절 관련 내용을 방송하는 가정메모의 진행도 맡았다. 그는 이화여전 동문이며 기자 출신으로서 같은 친일파 시인인 모윤숙과는 달리 광복 후에도 우파 정치 운동에는 별로 관심을 보이지 않았다. 해방 직후 모교인 이화여자대학교에 강사로 출강하고, 서라벌 예술대학 등에도 강사로 나가 출강하였다.
1946년 서울신문을 그만두고 부녀신문사에 입사하여 기자가 되고, 동시에 부녀신문 편집부 차장에 임명되었으며, 또한 모교인 이화여대의 출판부에 졸업생 자격으로 참여하여 이대 출판부 일에도 참여, 1956년 5월에 발표한 《梨大 70年史》의 자료 수집과, 정리를 담당하였다. 1947년 부녀신문 출판부를 사퇴하고 1948년 일본으로 건너갔다가, 1949년 귀국하였다.
1949년 3월 10일 동지사에서 《현대시인 전집》을 내면서 제2권에 몇편의 시를 발표, 《노천명집》을 수록하였다.

### 한국전쟁 전후
1950년 한국전쟁 당시 조선인민군이 서울을 점령했을 때 피신하지 않고, 임화 등 월북한 좌파 작가들이 주도하는 조선문학가동맹에 가입하여 문화인 총궐기대회 등의 행사에 참가했다가, 대한민국 국군이 서울을 수복한 뒤 조경희와 함께 부역죄로 체포되어 투옥되었다. 모윤숙 등 우파 계열 문인들의 위치를 염탐하여 인민군에 알려주고, 대중 집회에서 의용군으로 지원할 것을 부추기는 시를 낭송한 혐의로 징역 20년형을 언도받아 복역하였다.
1950년 10월 20일 군사 법원인 중앙고등군법회의(재판장 고원증)에 조경희 등과 함께 회부되어, 10월 28일 국방경비법 제22조 이적행위죄로 징역 20년의 실형을 선고받았다. 바로 서울형무소에 수감되었다가 1951년 1.4 후퇴 때 부산형무소로 이감되었다. 당시 노천명은 대통령 비서실에 근무하던 시인 김광섭에게 "거기 있으면서 왜 나를 구하지 못하는가. 3월 2일까지 나를 구하라"는 명령투의 편지를 보냈다. 1951년 4월 4일 사면을 받아 풀려났다. 휴전 후 서울로 돌아와 인왕산 근처의 서촌 한옥에서 생활하였다.
출감 직후, 그 무렵 조카가 사망한 것을 계기로 부산 중앙성당에서 정식으로 천주교에 입교, 세례를 받고 베로니카라는 세례명을 받았다.

### 생애 후반
1953년 3월 30일 제3차 시집 《별을 처다보며》를 출간했다. 1951년 공보실 중앙방송국 방송담당 촉탁에 임명되었다. 동시에 그는 서라벌예술대학교, 국민대학교, 이화여자대학교에 강사로 출강하였고, 한편 모교인 이화여대 출판부의 일도 같이 보았다. 1954년 수필 모음 《나의 생활백서》를 발표하고(그녀의 사실상 마지막 작품), 1955년 《여성서간문독본》을 간행하였다.
1957년 2월 2일 재생불능성 뇌빈혈로 서울 청량리 위생병원에 입원했으나 입원비 마련이 어려웠다. 동료 문인들이 성금을 모아 치료비를 대신 내주려 하자 그는 내가 거지인줄 아느냐며 거절하였다. 친구 이용희가 문병을 갔을 때는 그는 치료비를 벌고자 병실의 벽면에 원고지를 대고 잡문을 쓰고 있었다 한다. 얼마 후 병이 호전을 보이자 그는 치료비 문제로 퇴원하였다.
1957년 3월, 길에서 쓰러져 백혈병 진단을 받은 후 누하동 자택에서 요양하다가 6월 16일 세상을 떠났다. 서울 은평구의 시립병원에서 진료를 받기도 했으나 끝내 입원하지 못했다. 그 해, 친구인 모윤숙의 부축을 받아 코로나 승용차로 시내 드라이브를 하고 돌아왔으며, 6월 15일 모윤숙의 출국 시, 김포공항까지 따라가 그를 전송하였다. 돌아온 뒤 6월 16일 새벽 1시 30분경 누하동 자택에서 사망하였다.

### 사후
장례식은 1957년 6월 18일 명동성당 별관 천주교 문화회관에서 문인장으로 장례식이 치러졌고 중곡리 천주교 묘지에 안장되었다. 8월 23일 묘비 대신 시비가 세워졌다. 이듬해 유작 모음인 사슴의 노래가 발간되었다.
민족문제연구소가 2008년에 발표한 민족문제연구소의 친일인명사전 수록자 명단 중 문학 부문에 선정되었다. 총 14편의 친일 작품이 밝혀져 2002년 발표된 친일 문학인 42인 명단에 포함되어 있으며 친일반민족행위진상규명위원회가 발표한 친일반민족행위 705인 명단에도 포함되었다.
일제 강점기에 보성전문학교 교수인 경제학자 김광진과 연인 사이였다. 노천명과 절친한 작가 최정희가 시인 김동환과 사귄 것과 함께 문단의 화제 중 하나였고, 두 사람의 사랑을 유진오가 소설화하여 묘사한 바 있다. 김광진은 광복 후 가수 왕수복과 함께 월북했다.
경기도 고양시 벽제면의 천주교 묘지에 언니와 함께 묻혀 있다. 처음 서울특별시 중곡동 천주교 묘지에 안장되었고 묘비는 8월23일 세워졌다. 그후 서울특별시 도시개발로 1970년 경기도 고양군 벽제면 대자1리(현 고양시 덕양구 대자동) 장명산 중턱의 벽제 천주교 묘지로 이장하였다. 그의 묘는 벽제 천주교 묘지 입구에서 3km 올라가 산 끝자락 중턱에 있으며, 흰화강암 석재로 석관 모양의 묘소로 조성하고 옆에는 김중업이 설계한 시비를 옮겨 세웠다. 노천명의 묘 옆 오른 쪽은 언니 노기용의 묘이다.

## 저서

### 시집
- 《산호림》(1938)
- 《창변》(1945)
- 《별을 쳐다보며》(1953)
- 《사슴의 노래》(1958)
- 《노천명 시집》(1972)

### 소설
- 《결혼 전후》
- 《나비》

### 수필집
- 《산딸기》(1948)
- 《나의 생활백서》(1954)
- 《사슴과 고독의 대화》(1973)

### 전집
- 《노천명 전집》(1997)

## 가족 관계
- 아버지 : 노계일(盧啓一, ? ~ 1918년)
- 어머니 : 김홍기(金鴻基, 1874년 ~ 1930년)
  - 오빠 : 노기철
  - 언니 : 노기용(盧基用, ? ~ ?, 1972년에 사망한걸로 추정된다.)
  - 형부 : 최두환(崔斗煥), 법조인
    - 이질 : 최용정(崔用貞)
    - 조카사위 : 전OO

  - 동생 : 이름 미상
- 서모 : 이름 미상
  - 이복 남동생 : 노기숙

## 성격
내성적인데다가 한번 토라지면 화해를 모르는 매서운 성격이라 친구가 많지 않았다. 진명여고 동기동창인 이용희(한국인 최초의 안과의사 공병우의 부인)과 이화여전 동기동창 박봉자(박용철 시인의 누이동생) 두 사람이 평생토록 친교를 이루었다. 동료 문인들 중에는 최정희, 이선희, 모윤숙 등과는 친하게 어울렸다.
김기림의 구애를 거절한 일을 놓고, 시인 김광섭은 한때 그를 가리켜 인간도 아닌 여자라고 비토하기도 했다.
동료 기자와 싸움 끝에 옷이 찢어지자 그는 동료 기자에게 똑같은 옷감으로 수선해오라며 수 년간 화해를 거부하였다.

## 기타
노천명은 국어국문학자 이희승을 스승으로 모시고 그에게 작품을 보내 작품평을 듣고, 작품에 대한 의견을 주고받기도 했다.
| “ | 詩集(시집) 이름을 아직 작정 못했는데 ’남사당’, ’검정나비’, ’鄕愁(향수)’ 중에서 어떤 것이 좋겠읍니까. 序文(서문)은 今週內(금주내)로만 주시면 되겠읍니다. 그럼 선생님의 건강을 비오며. 천명 드림. | ” |
|   | — 노천명 , 연합뉴스 |   |

노천명이 스승으로 모신 국어학자 이희승에게 보낸 편지의 일부분이다.
노천명은 6.25 전쟁 당시 부역 문제가 거론되면 예민한 반응을 보였다고 한다. '부역 사건'을 언급하는 사람과는 절교했다. 조선중앙일보에서 함께 일한 적이 있는 소설가 이봉구가 환도 후 조선일보에 '6.25와 부역 문화인'이라는 글을 쓴 일로 노천명은 이봉구와 사이가 틀어졌다. 또 평론가 조연현과도 싸워 문단을 떠들썩하게 만들었다. 조연현은 실형을 살고 나온 노천명에게 재기의 뜻으로 원고 집필을 권유하고 자신이 관여하고 관여하고 있던 문예지에 글을 실었는데 노천명은 조용히 처신해야 할 사람이 설친다는 비난을 받자 조연현에게 화를 냈다.
또한 이봉구가 현대공론에 허남휘라는 익명으로 쓴 부역 문인을 비난한 글을 조연현이 썼다고 오해하고 조연현에게 욕설을 퍼붓자 조연현이 노천명의 따귀를 갈기고 노천명은 조연현을 폭행 혐의로 고소까지 했다.

## 같이 보기
- 이화여자대학교
- 조경희
- 김활란

## 참고자료
- 권영민 (2004년 2월 25일). 《한국현대문학대사전》. 서울: 서울대학교출판부. 275쪽쪽. ISBN 89-521-0461-7.
- 장석주 (2009년 9월 9일). 《나는문학이다》. 나무이야기. ISBN 978-89-90976-08-6.